# Sin senos no hay paraíso
Sin senos no hay paraíso (Senza seno non c'è paradiso) è il remake di una celebre serie colombiana, dal titolo Sin tetas no hay paraíso.
Il telefilm, prodotto da RTI Colombia e dalla consociata di NBC Telemundo, parla di Catalina, una giovane colombiana, il cui desiderio di uscire dalla povertà la spinge a prostituirsi. Per essere più attraente, la giovane, desidera sottoporsi a un'operazione estetica per ingrandire il seno.
Questa versione è stata trasmessa in altri paesi:
- TV Kosava ha cominciato a trasmetterla da novembre 2008 in Serbia.
- Sitel TV channel ha cominciato a trasmetterla da aprile 2009 in Macedonia.
- Telelatino ha cominciato a trasmetterla da maggio 2009 in Canada.
- Acasă ha cominciato a trasmetterla da giugno 2009 in Romania.

## Cast
- Carmen Villalobos: Catalina Santana de Barrera
- Catherine Siachoque: Hilda Santana "Doña Hilda"
- Fabián Ríos: Albeiro Marín
- María Fernanda Yepes: Yésica Beltrán "La Diabla"
- Aylin Mujica: Lorena Magallanes
- Juan Diego Sánchez: Bayron Santana
- Gregorio Pernía: Aurelio Jaramillo "El Titi"
- Guillermo Quintanilla: Benjamín Martínez
- Alejandra Pinzón: Paola Pizarro
- Linda Baldrich: Natalia Bermúdez
- Carolina Sepúlveda: Ximena Fonseca
- Carolina Betancourt: Vanessa Salazar
- Laura Londoño: Lina Arango
- Sofía Stamatiades: Julieta Rivas
- Roberto Mateos: José Miguel Cárdenas
- Gabriel Porras: Fernando Rey
- Ramiro Meneses: Ramiro "Hombre oscuro" Duque
- Danilo Santos: Mauricio Cardona
- Alí Humar: Pablo Morón
- Juan Pablo Shuk: Mauricio Contento
- César Mora: Marcial Barrera
- Francisco Bolívar: José Luis Vargas "Jota"
- John Alexander Ortiz: La liebre
- Angélica Blandon: Camila Duque
- José Omar Murillo: Oswaldo Ochoa "Pelambre"
- Astrid Junguito: Mariela Manrique de Marín
- Didier van der Hove: Alberto Quiroga
- Emerson Yáñez: Balín
- Paula Barreto: Bárbara
- Néstor Alfonso Rojas: Caballo
- Rafael Uribe Ochoa: Orlando
- Víctor Rodríguez: Jorge
- Jorge Sánchez: Lambón
- Lico Flores: Fico
- Martha Isabel Bolaños: Margot
- Rodrigo Obregón: Robert
- Andrés Martínez: Alberto Bermejo
- Edmundo Troya: Don Antonio
- Sigifredo Vega: Calixto Bermúdez
- Gustavo Yánez: Sadhanii
- Maria Margarita Giraldo: Eloiza de Bermúdez
- John Mario Rivera: Don Jairo
- Manuel Busquet: Román
- Lucho Velasco: Medico
- Moisés Cadavid: Benjamín
- Dara Monseñor: Tatiana del Prado Cuevas
- Jairo Sanabria: Tuerto
- Christian Tappan: Octavio Rangel
- Manuel Pachón: Sacerdote
- Mónica Pardo: Cristina
- María León Arias: Griselda
- Sharmell Altamirano: Rhoiau Frtizeloi
- Alvaro García: Bonifacio
- Johanna Uribe: Valentina Roldán
- Mónica Uribe: Marcela Ahumada
- Karen Lisset Manjarrez: se stessa
- Julia Tormento: Bella
- Herbert Rey: Espartaco
- Margarita Durán: Rosa
- Alexander Rodríguez: Martín Salgado
- Sebastián Boscán: Doctor de Estéves
- Gilberto Ramírez: Doctor Espitia
- Natalia Giraldo: Micaela St. Germain
- Martha Liliana Calderón: Rebecca Romo
- Ivette Zamora: María Jaramillo
- Alejandro Tamayo: Totico
- Andrea Villareal: Zoyla Carrasco
- Luis Fernando Salas: Urquía
- Alfredo Anher: Agente Robledo
- Giovanny Álvarez: Capitán Torrijos
- Ana Beatriz Osorio: Roxana Pinilla
- Alejandro López: Becker
- Jackeline Aristizabal: González
- David Guerrero: Joaquín
- Víctor Cifuentes: Robert
- Zulma Rey: Jenny
- Juan Sebastián Caicedo: David
- Mijail Mulkay: Hugo Cifuentes
- Linda Lucía Callejas: Imelda Beltrán "Doña Imelda"
- Federico Rivera: Raúl
- Juan Assis: JuanAssis
- Jeferson Longa: Ender Franco